# John Talbot (1er comte de Shrewsbury)
Pour les articles homonymes, voir John Talbot et Talbot (homonymie).
John Talbot (vers 1387, Blakmere, Shropshire – 17 juillet 1453, Castillon-la-Bataille), baron Talbot, 1er comte de Shrewsbury et de Waterford, baron Furnival de jure uxoris, fut l'un des chefs anglais lors de la guerre de Cent Ans.

## Origine et famille
Il est le fils de Richard Talbot, 4e baron Talbot de Goodrich Castle et d'Ankaret le Strange, 7e baronne Strange of Blackmere. Il est issu d'une famille Normande originaire du Pays de Caux, vassale des Giffards. Son jeune frère Richard est archevêque de Dublin et Lord Chancelier d'Irlande.
Son père décède alors que John n'a que neuf ans. Sa mère se remarie en 1401 avec Thomas Neville, baron Furnival. Celui-ci aura une grande influence sur John. N'ayant aucun héritier mâle, Neville donne sa fille Maud en mariage à John, qui hérite alors du titre de baron Furnival et entre au Parlement au nom de sa femme en 1409. Ils ont trois fils, Thomas, John et Christopher, et une fille, Joan.
Après la mort de sa femme en 1422, il épouse en secondes noces Lady Margaret Beauchamp, avec laquelle il a cinq enfants : John, Louis, Humphrey, Eleanor et Elizabeth.
Il est aussi père d'un enfant illégitime, Henry qui est capturé par le dauphin de France Louis en 1443 alors qu'il suit son père en campagne.

## Carrière militaire

### Les débuts
Encore très jeune, il combat en Pays de Galles, et se distingue tout particulièrement au siège du château de Harlech en 1409. En 1414, Henri V d'Angleterre le nomme lieutenant en Irlande, mais des différends l'opposent au duc d'Ormonde. En 1419, il débarque en France où il participe à de nombreux combats.
En 1425, il retourne en Irlande en tant que lieutenant pour une courte période.

### Les campagnes de France
En 1427, il retourne en France. Des lettres de Jean de Lancastre, comte anglais de l'Anjou et du Maine, venaient, le 1er mars 1428, de concéder les baronnie, terre, seigneurie, justice, cens, rentes et autres possessions de Laval-Guyon (détenues par Anne de Laval) à John Talbot, comte de Shrewsbury et de Waterford.
En mars 1428, il s'empare de Laval, qui sera repris l'année suivante. Au lendemain du siège d'Orléans il commandait la garnison anglaise de Beaugency, forte de 500 hommes. Il devint commandant en chef des troupes anglaises après l'affaire de Jargeau, où Suffolk s'était laissé prendre (1429). Le 18 juin 1429, il combattit à Patay où il fut vaincu et capturé, puis échangé au bout de quatre ans contre Jean Poton de Xaintrailles ; il eut bientôt l'occasion d'user de la même courtoisie à l'égard de son libérateur. Il évita les trop gros affrontements lors de la décennie qui suivit. Il tenta de nombreuses petites batailles. Il figure dans la lettre de Jeanne d'Arc aux habitants de Tournai, ainsi que dans sa lettre au Duc de Bedford. 
Aux alentours de Rouen en 1436, il vainquit La Hire et Xantrailles, puis poursuivit plus au Sud et à l'Est en écrasant une force de Bourguignons. En 1439, sa victoire sur Richemont lui ouvrit les portes d'Harfleur qu'il prit un an plus tard. Mais ce ne fut que barouds d'honneur, actions retardatrices et occupations temporaires, car ses forces étaient bien maigres et les armées françaises réoccupaient tous les territoires temporairement perdus.

### L'Achille anglais

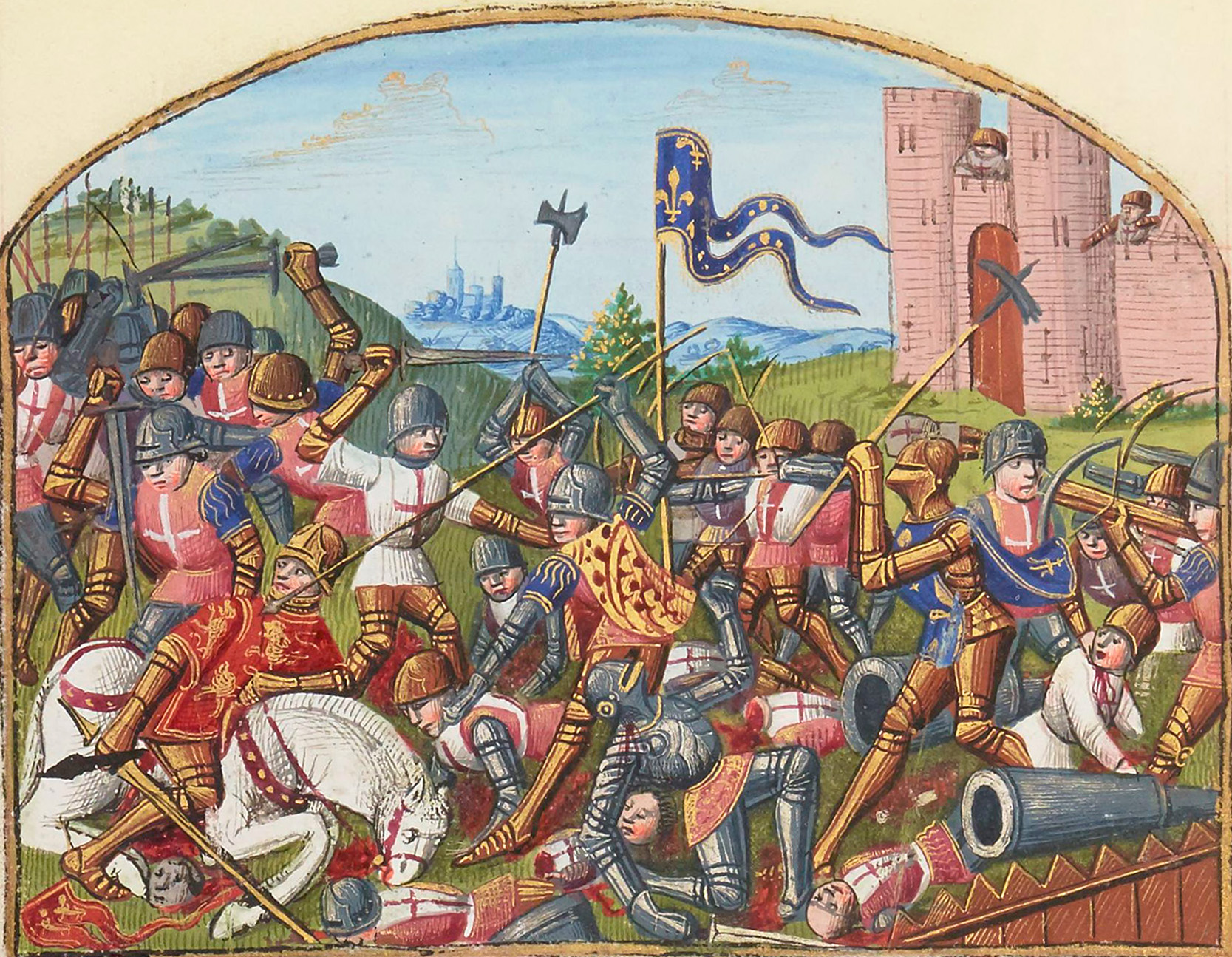
La mort de Talbot à la bataille de Castillon. Miniature ornant le manuscrit de Martial d'Auvergne, Les Vigiles de la mort de Charles VII, vers 1484, BNF.

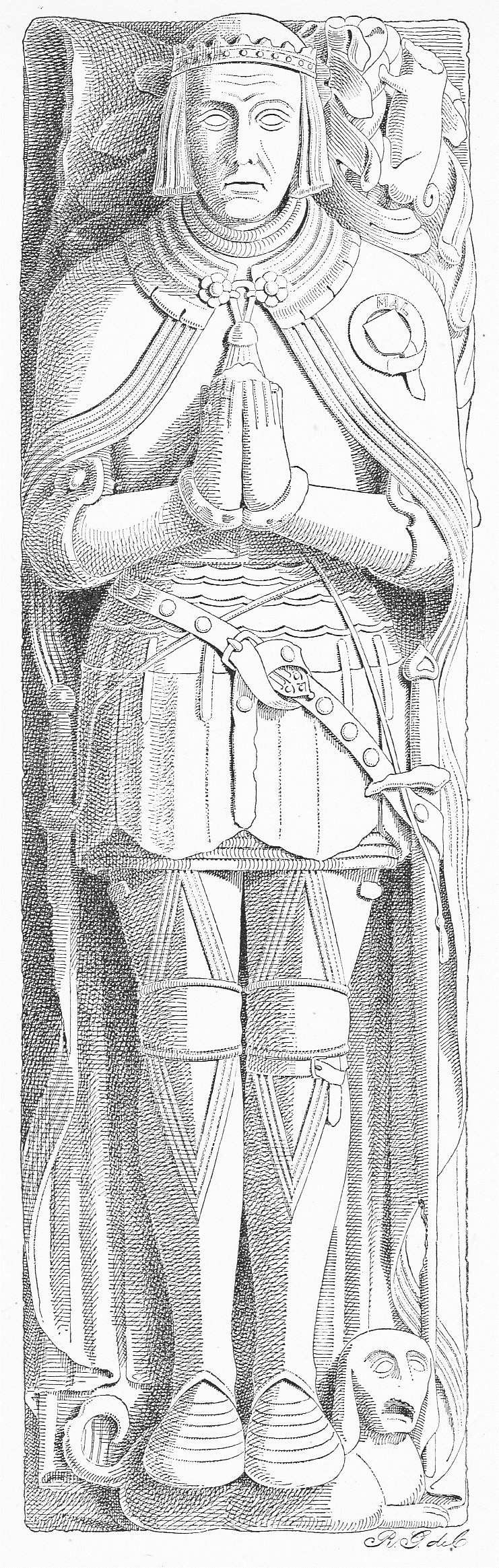
Effigie de John Talbot élevée dans le porche de St Alkmund's Church (Whitchurch, Shropshire). La sculpture, tardive, ne prétend pas refléter fidèlement les traits de l'homme de guerre.

En 1445, Henri VI, en tant que roi de France, le nomme connétable de France.
Il est rappelé en Normandie en 1450 au moment où Caen et Rouen sont gagnées grâce à l'artillerie de Jean Bureau et Talbot, très âgé, est fait prisonnier. En résidence surveillé à Dreux il rencontre un prêtre Jehan de Bourges. Plus tard, tandis que Talbot part en pèlerinage au saint pardon de Rome le prêtre se rend en Angleterre pour communiquer ses nouvelles à sa femme. Charles VII le libère contre sa parole de ne plus porter les armes contre lui[source insuffisante] ; il respecte son serment mais continue à diriger des armées anglaises contre les forces françaises. En 1451, Charles VII prend Bordeaux mais les Gascons se révoltent et en appellent au roi d'Angleterre qui envoie un petit corps expéditionnaire sous le commandement de Talbot. Il arrive sous les acclamations de la population qui le surnomme « Roi Talbot ». En quelques semaines, il reprend la Gironde avec le titre de « lieutenant-général de la Guyenne » mais les Français contre-attaquent à Castillon au printemps 1453. John Talbot souhaite attendre avant d'attaquer, mais les Bordelais inquiets pour les vendanges le somment d'attaquer rapidement. Il charge le camp retranché des Français et leurs 300 canons lui répondent. Il reçoit un coup de couleuvrine qui tue son cheval et lui brise la jambe. Il est achevé par des archers bretons qui ne l'ont pas reconnu car il ne porte ni arme, ni armure pour respecter son serment fait au roi de France. Le lendemain, il est porté à la chapelle Notre-Dame-de-Colle qui se situe à côté du champ de bataille. En apprenant sa mort, le roi de France Charles VII aurait dit : « Dieu fasse merci au bon chevalier ». 
En 1493, quarante années après la bataille de Castillon, Sir Gilbert Talbot fait enterrer la dépouille de son père dans l'église paroissiale de Whitchurch, sise dans le comté de Shropshire.
Talbot reçut successivement les titres de comte de Shrewshury, de Wexford, de Waterford en récompense de ses faits d'armes.

## Postérité

### Critiques
Militaire brillant, il est surnommé « l'Achille anglais ». Il est reconnu à son époque comme le meilleur général d'Henri VI.
À l'inverse de son rival John Fastolf, Talbot fut toutefois un tacticien controversé. Selon Thomas Basin, il fut un homme courageux, mais les deux grandes batailles qu'il a livrées, la bataille de Patay et la bataille de Castillon furent des désastres. Beaucoup plus efficaces furent ses raids et les escarmouches qu'il lançait par surprise, provoquant une terrible incertitude chez ses ennemis. Il attaquait sans cesse et vainquait les petites troupes françaises qu'il rencontrait. Le connétable Richemont le craignait pour son énergie mais d'autres le jugeaient trop téméraire et belliqueux, tentant beaucoup d'assauts qui n'eurent aucune influence sur la guerre autre que la perte d'hommes des deux camps et le retardement du dénouement.

### Un symbole de l'Aquitaine anglo-gasconne

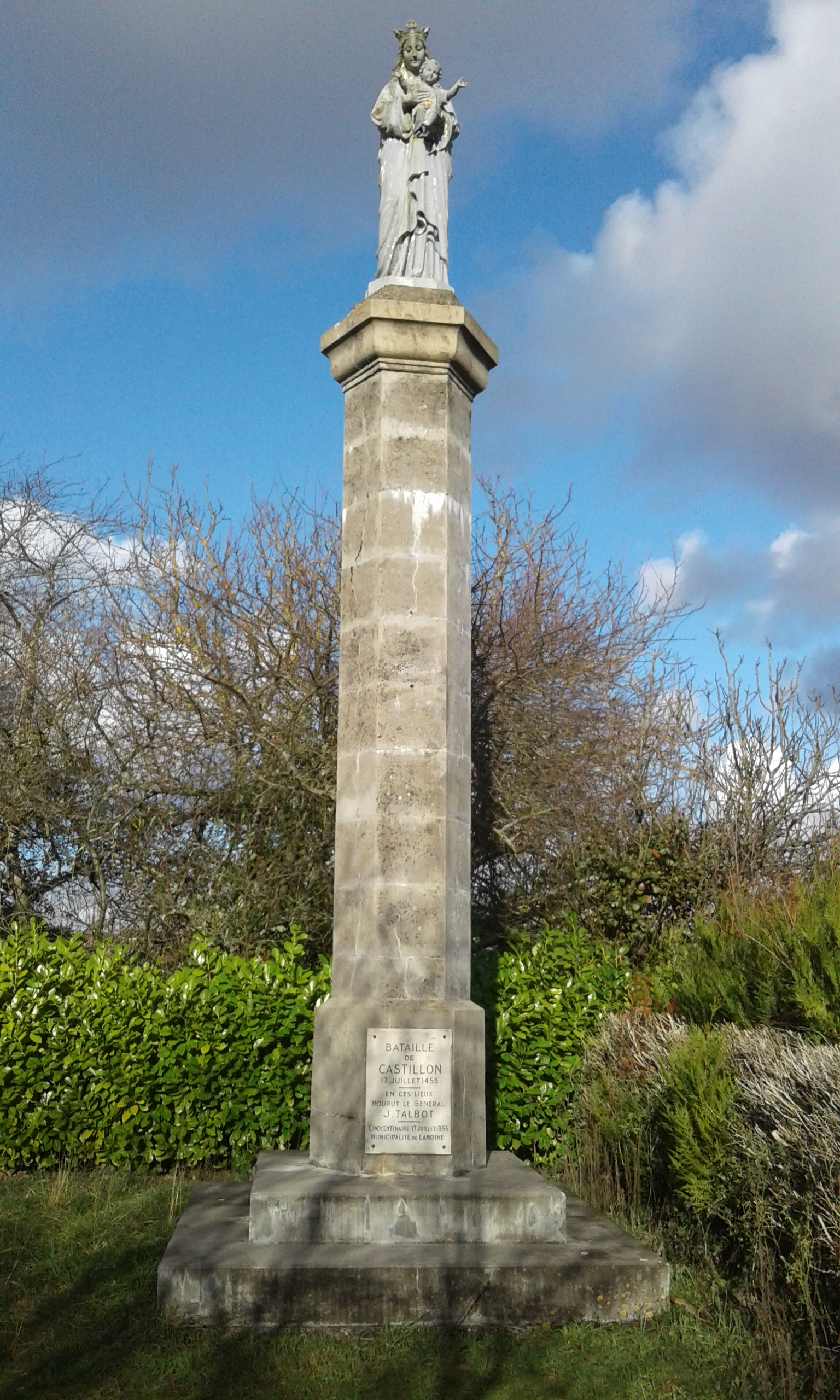
Le monument Talbot.

En Guyenne, province longtemps nostalgique de la monarchie anglo-gasconne, le personnage de John Talbot est entré dans la légende comme « Lo bon rey Talabot » (Le bon roi Talbot). Son souvenir fut longtemps, et est parfois encore, évoqué lors des veillées au coin du feu. Jusqu'au XIXe siècle, tous les 17 juillet, les habitants de Lamothe-Montravel viennent en procession à la chapelle en ruine Notre-Dame-de-Colle en sa mémoire. Dans les années 1870, la Société française d'archéologie décide de construire un monument en sa mémoire à la place du seul mur de la chapelle encore en place. L'Union patriotique de la Gironde contre-attaque en 1888 en faisant construire un monument à la gloire de Jean Bureau, un des vainqueurs français[source insuffisante].
Un monument lui rend hommage à Lamothe-Montravel, là où il est mort.

### Influence culturelle
Rédigée par William Shakespeare durant la dernière décennie du XVIe siècle, la pièce Henry VI constitue « l'apogée de la légende » de John Talbot. Ce « personnage central » y est dépeint comme « un homme qui poursuit presque solitairement la lutte héroïque et vaine en vue d'empêcher la perte de la France », observe l'historien médiéviste Anthony James Pollard. Tous les déboires de Talbot sont mis sur le compte de John Fastolf et sur des cabales à la cour d'Angleterre.

## Autres sources
- (en) Cet article est partiellement ou en totalité issu de l’article de Wikipédia en anglais intitulé « John Talbot, 1st Earl of Shrewsbury » (voir la liste des auteurs).